# Drosera androsacea
Drosera androsacea este o specie de plante carnivore din genul Drosera, familia Droseraceae, ordinul Caryophyllales, descrisă de Friedrich Ludwig Diels.
Este endemică în:
- Ashmore-Cartier Is..
- Western Australia.

Conform Catalogue of Life specia Drosera androsacea nu are subspecii cunoscute.

## Galerie